# Idiodonus copulus
Idiodonus copulus är en insektsart som beskrevs av Delong 1946. Idiodonus copulus ingår i släktet Idiodonus och familjen dvärgstritar. Inga underarter finns listade i Catalogue of Life.